# Deudorix epijarbas
Deudorix epijarbas är en fjärilsart som beskrevs av Moore 1857. Deudorix epijarbas ingår i släktet Deudorix och familjen juvelvingar. Inga underarter finns listade i Catalogue of Life.

## Bildgalleri

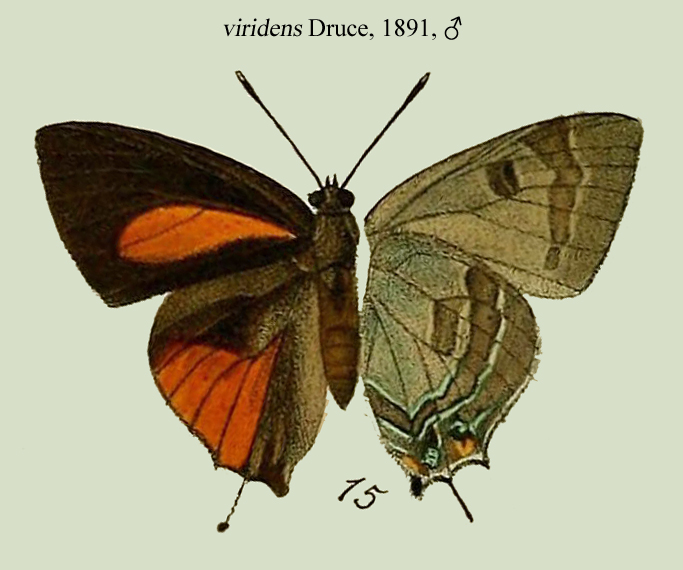